# Казари

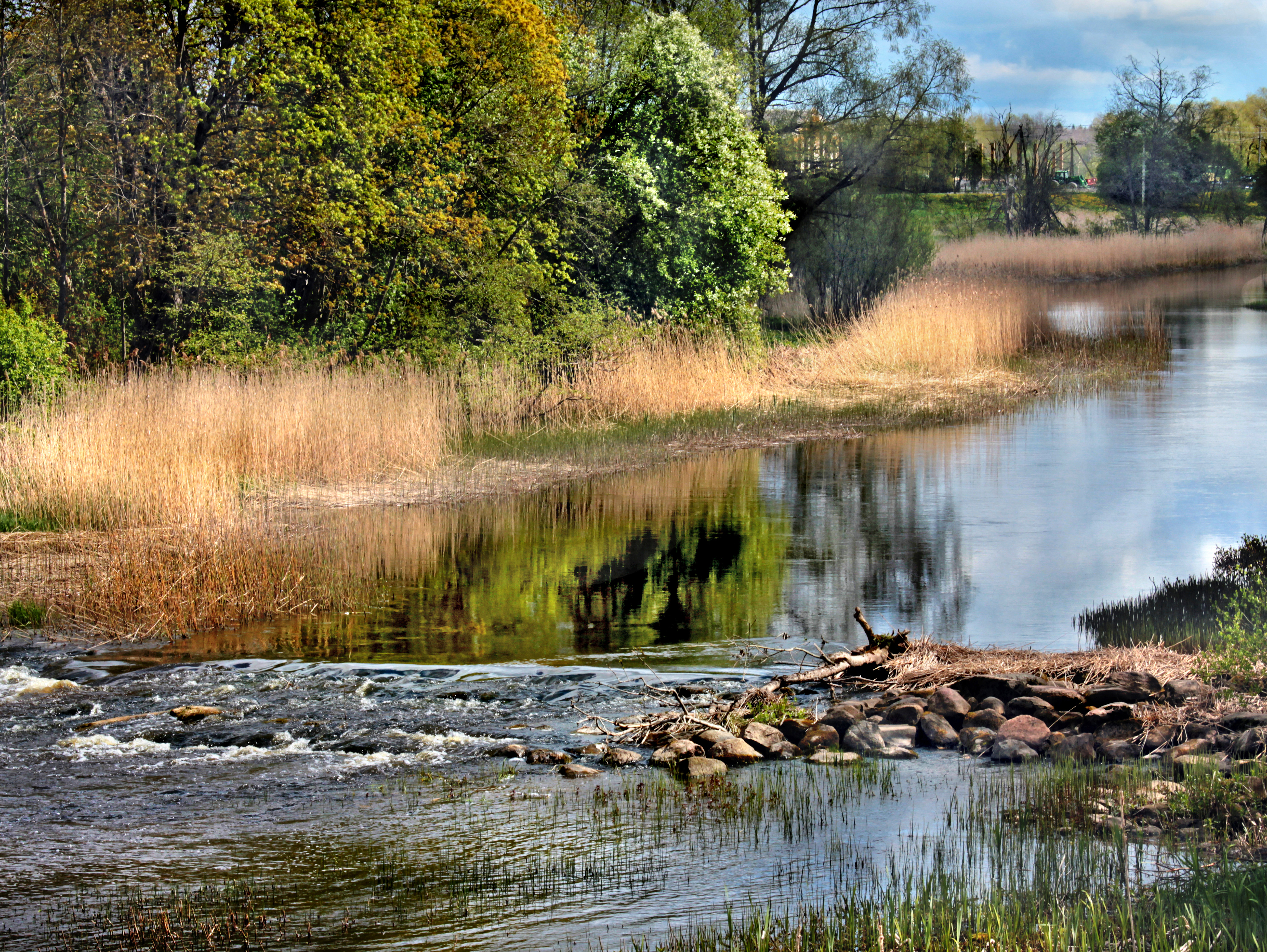
Река Казари на территории западной Эстонии

Казари (эст. Kasari jõgi) — река на территории западной Эстонии. Впадает в залив Матсалуский залив Балтийского моря.
Длина реки — 113 км (шестая по длине река Эстонии), площадь бассейна 3213 км². В устье реки Казари располагается знаменитый национальный парк Матсалу — место скопления значительного количества водоплавающих и прочих морских птиц.
Основные притоки: Луисте (14 км), Лийви (47 км), Раннамыйза (впадает в дельту, 27 км), Варди (река) (16 км) и Аллика (река) (27 км).